# Pierre Chevillard
Pierre Alexandre François Chevillard (ur. 15 stycznia 1811 w Antwerpii, zm. 18 grudnia 1877 w Paryżu) – belgijski kompozytor i wiolonczelista.

## Życiorys
W latach 1820–1827 był uczniem Konserwatorium Paryskiego, gdzie jego nauczycielami byli Louis Pierre Martin Norblin (wiolonczela) i François-Joseph Fétis (teoria). Studia ukończył z pierwszą nagrodą w grze na wiolonczeli. Od 1831 roku grał jako solista w orkiestrze Théâtre Italien. W 1835 roku założył Société des Derniers Quatuors de Beethoven, w którym do 1849 roku występował w kwartecie smyczkowyn, propagując twórczość Ludwiga van Beethovena. W latach 1855–1856 odbył tournée koncertowe po Francji i Niemczech. Od 1860 roku wykładał w Konserwatorium Paryskim.
Komponował utwory kameralne, w większości przeznaczone na wiolonczelę. Napisał podręcznik Méthode complète de violoncelle. Jego synem był dyrygent Camille Chevillard.